# Faculté de droit de l'Université McGill
La Faculté de droit est l'une des écoles d'études supérieures de l'Université McGill à Montréal, au Québec. Elle est la plus ancienne faculté de droit au Canada. Elle se classe continuellement parmi les meilleures écoles de droit dans le monde,,. Son diplôme en droit civil est classé comme le meilleur au Canada.
La Faculté offre le Baccalauréat en droit (LL.B.) et le Baccalauréat en Droit Civil (B. C. L.), dans un cursus simultané de trois ou quatre ans, permettant aux diplômés d'exercer le droit au Canada, aux États-Unis, en Europe continentale, en Asie de l'Est et en Amérique latine. La Faculté offre également la Maîtrise en droit (LL.M.) et le Doctorat en Droit Civil (D. C. L.).
Le Centre Paul-André Crépeau de droit privé et comparé est un institut recherche lié à la faculté de droit de McGill. 
|  |